# Matriz de Wythoff
En matemáticas, especialmente en teoría de números, la matriz de Wythoff es una matriz infinita de enteros derivados de la sucesión de Fibonacci. Tiene el nombre del matemático neerlandés Willem Abraham Wythoff.
La matriz de Wythoff fue definida por primera vez por Morrison (1980) mediante duplas de Wythoff, las coordenadas de posiciones ganadoras en el juego de Wythoff. También se puede definir mediante los números de Fibonacci y el teorema de Zeckendorf, o directamente mediante la proporción áurea y la relación de recurrencia que define la sucesión de Fibonacci.
Cada número entero positivo se produce exactamente una vez en la matriz, y cada secuencia de número entero definido por la recurrencia de Fibonacci se puede derivar al desplazar una fila de la matriz.

## Valores
La matriz de Wythoff tiene los valores:
{\displaystyle {\begin{matrix}1&2&3&5&8&13&21&\cdots \\4&7&11&18&29&47&76&\cdots \\6&10&16&26&42&68&110&\cdots \\9&15&24&39&63&102&165&\cdots \\12&20&32&52&84&136&220&\cdots \\14&23&37&60&97&157&254&\cdots \\17&28&45&73&118&191&309&\cdots \\\vdots &\vdots &\vdots &\vdots &\vdots &\vdots &\vdots &\ddots \\\end{matrix}}} (sucesión A035513 en OEIS).

## Propiedades
Cada par de Wythoff aparece exactamente una vez en la matriz Wythoff, como un par consecutivo de los números en la misma fila, con un índice impar para el primer número y un índice par para el segundo. Debido a que cada número entero positivo aparece en exactamente un par Wythoff, cada número entero positivo se produce exactamente una vez en la matriz (Morrison, 1980).
Cada secuencia de enteros positivos que satisfacen la recurrencia de Fibonacci se produce, desplazado, en la matriz Wythoff. En particular, la sucesión de Fibonacci en sí es la primera fila, y la sucesión de números de Lucas aparece en forma desplazada en la segunda fila (Morrison, 1980).